# Stenellipsis postmaculata
Stenellipsis postmaculata là một loài bọ cánh cứng trong họ Cerambycidae.